# مسجد الحبيبي
جامع الحبيبى ، هو أحد المساجد التي أنشئت في عصر الدولة الايوبية في مصر ، يقع بشارع السد بالسيدة زينب ، ينسب هذا المسجد إلى الشيخ محمد الحبيبى شيخ الطريقة الحبيبية الذي جدده سنة 1247 هجرية. وكان المسجد يعرف قبل ذلك باسم منشئه الأصلي الأمير عز الدين أيبك ابن عبد الله الدمياطي الصالحي النجمي. وعز الدين هذا أحد المماليك الجلبان، اشتراه الملك الصالح نجم الدين الأيوبي وتربى بقلعة الروضة.

## وصفه
تحتوى زاوية الحبيبى على ستة أعمدة من الحجر ، وبعضها مسقوف بالبوص وخشب وأغلبها بلا سقف وفيها حوض بحنفيات ولها ساقية بها نخل وشجر وبها ضريح الشيخ الدمياطى والشيخ الحبيبى.

## وصلات خارجية
- آثار القاهرة الإسلامية نسخة محفوظة 31 مايو 2014 على موقع واي باك مشين.